# Premia dla młodego rolnika
Premia dla młodego rolnika (ang. Bonus for young farmers) – regulacja europejska mająca na celu ułatwić start zawodowy młodym rolnikom, zachęcać do podejmowania samodzielnej działalności rolniczej, przyspieszyć pożądane zmiany w strukturze agrarnej i zwiększyć konkurencyjność gospodarstw rolnych.

## Pozycja młodych rolników w kierowaniu gospodarstwem rolnym
W krajach UE kierujący gospodarstwem rolnym odgrywa szczególnie ważną rolę przy absorpcji środków unijnych. W Eurostacie przy badaniach statystycznych w ramach spisów ludności, przyjęto trzy poziomy wykształcenia osób kierujących gospodarstwami rolnymi:
- tylko praktyczne doświadczenie zdobyte w drodze praktycznej pracy w gospodarstwie rolnym,
- podstawowe wykształcenie zdobyte na wszelkich kursach rolniczych w powiązaniu z praktyką rolniczą,
- pełne wykształcenie rolnicze.

Przy określaniu pełnego wykształcenia rolniczego Eurostat pozostawił interpretacje tej definicji krajom członkowskim. W kontekście wykształcenia przyjęto tylko najwyższy poziom tego wykształcenia, które w statystyce określono jako pełne wykształcenie rolnicze. Za takie uznano każde szkolenie trwające przez okres równoważny co najmniej dwu latom szkolenia w pełnym wymiarze czasu pracy po zakończeniu kształcenia zawodowego, a także kształcenie w kolegiach, uniwersytetach oraz w innych typach szkół wyższych.
Z kolei za osobę kierującą gospodarstwem rolnym – według Eurostatu – uważa się osobę fizyczną upoważnioną przez właściciela lub użytkownika gospodarstwa rolnego do podejmowania decyzji produkcyjnych, nadzorowania ich lub wykonywania. Kierujący jest na ogół tą samą osobą, co użytkownik gospodarstwa rolnego.
Za gospodarstwo rolne – według Eurostatu – uznaje się wyodrębnioną jednostkę, zarówno pod względem technicznym, jak i ekonomicznym, która posiada oddzielne kierownictwo i prowadzi działalność rolniczą, jako działalność podstawową lub wtórną.

## Regulacje Wspólnoty dotyczące premii dla młodych rolników
W rozporządzeniu Rady WE z 1999 r. przyjęto działanie w ramach podejmowania działalności przez młodych rolników, które określano jako premie dla młodych rolników. Wsparcie realizowane było w ramach programu rozwoju obszarów wiejskich przypadającego na lata 2000–2006.
Pomoc młodym rolnikom udzielana była w celu ułatwienia podejmowania działalności w rolnictwie pod następującymi warunkami:
- rolnik ma mniej niż 40 lat,
- rolnik posiada odpowiednią wiedzę i umiejętności zawodowe,
- rolnik rozpoczyna prowadzenie gospodarstwa rolnego po raz pierwszy,
- rolnik w zakresie gospodarstwa wykazuje jego rentowność,
- rolnik spełnia minimalne normy dotyczące środowiska, higieny i warunków utrzymania zwierząt,
- rolnik ten jest kierownikiem gospodarstwa.

Ustanowienie pomocy obejmowało:
- jednorazową premię do wysokości nie wyższej niż 25 000 euro,
- dotację na spłatę pożyczki zaciągniętej w celu pokrycia kosztów, które pojawiły się w związku z rozpoczęciem prowadzenia gospodarstwa,
- skapitalizowana wartość dotacji na spłatę oprocentowania, która nie mogła przekraczać wartości premii.

## Premie dla młodych rolników w świetle regulacji z 2005 r.
W rozporządzeniu Rady WE z 2005 r. wsparcie udzielane było w celu podejmowania działalności przez młodych rolników. Wsparcie realizowane było w ramach programu rozwoju obszarów wiejskich przypadający na lata 2007–2013. Wsparcie udzielane było osobom, które spełniały następujące warunki:
- mają mniej niż 40 lat oraz po raz pierwszy podejmują działalność w gospodarstwie rolnym jako kierujący gospodarstwem;
- posiadają odpowiednie umiejętności i kwalifikacje zawodowe;
- przedkładają plan biznesowy dotyczący rozwoju ich działalności rolniczej.

Wsparcia udzielane było w wysokości maksymalnej kwoty do 55 000 euro.

## Premie dla młodych rolników w świetle regulacji z 2013 r.
W rozporządzeniu Parlamentu Europejskiego i Rady UE z 2013 r. wsparcie udzielane było w ramach działania rozwój gospodarstw i działalności rolniczej i obejmowało pomoc na rozpoczęcie działalności na rzecz młodych rolników. Wsparcie realizowane było w ramach programu rozwoju obszarów wiejskich przypadający na lata 2014–2020.
Warunkiem otrzymania wsparcia było:
- pozostawać w wieku do 40 lat;
- przedstawić plan biznesowy dotyczący rozwoju ich działalności rolniczej;
- spełniać kryteria definicji rolnika aktywnego zawodowo.

Według rozporządzenia PE i Rady (UE) z 2013 r. rolnik aktywny zawodowo, to osoba rzeczywiście pracująca w gospodarstwie rolnym, wytwarzająca produkty rolne i utrzymuje użytki rolne w odpowiednim stanie.
Wsparcia udzielane było w wysokości maksymalnej kwoty do 70 000 euro.